# NISA Nation
La NISA Nation es una liga de fútbol semiprofesional de los Estados Unidos que forma parte de la quinta división nacional creada en 2021 y que está afilialda a la National Independent Soccer Association.

## Expansión
La liga está compuesta por equipos de New Jersey, Maryland, California, Delaware, New York, Nevada, Arizona, Massachusetts, Florida y Pensilvania.
El 25 de agosto de 2021 el Atlantic City FC fue anunciado como el primer equipo inscrito en la nueva liga. En la segunda mitad del 2021 otros cinco equipos fueron anunciados para formar la Northeast Region e iniciar el torneo de invierno de 2021.
A mediados de 2021 la Southwest Region fue formada con los primeros 4 equipos e iniciaron el torneo de invierno de 2021 Fally a finales de 2021 la Florida Region y la Pacific Region fueron formadas con el fin de jugar en la primavera de 2022.
El 6 de enero de 2022 se anunció que la NISA Nation tendría una licencia provisional de la United States Adult Soccer Association y la USASA, la cual le da reconocimiento para que sus equipos puedan participar en la U.S. Open Cup.

## Asociaciones
En la NISA Nation se planea iniciar con un sistema de ascensos y descensos con 7 divisiones, 5 ligas todas dentro del país: la Eastern Premier Soccer League en el noreste, la Gulf Coast Premier League en el sur, la Pioneer Premier League en Tennessee y Kentucky, la Midwest Premier League del medio-oeste, la Mountain Premier League de la región de las montañas rocallosas, la Cascadia Premier League en la región de Cascadia region y la Southwest Premier League del sur oeste.

## Equipos 2022

### Florida Region
| Equipo                  | Ciudad                   | Estadio                | Fundación | Debut |
| ----------------------- | ------------------------ | ---------------------- | --------- | ----- |
| Deportivo Lake Mary     | Lake Mary, Florida       | Lake Mary High School  | 2017      | 2022  |
| InterUnited FC          | Davenport, Florida       | Bella Citta Blvd Field | 1997      | 2022  |
| Orlando Lions RFC       | Orlando, Florida         |                        | 2021      | 2022  |
| Palm Beach Breakers AFC | West Palm Beach, Florida |                        | 2018      | 2022  |
| Winter Haven United FC  | Winter Haven, Florida    | Feltrim Sports Village | 2016      | 2022  |

### Northeast Region
| Equipo                         | Ciudad                    | Estadio                                | Fundación | Debut |
| ------------------------------ | ------------------------- | -------------------------------------- | --------- | ----- |
| Aiolikos FC USA Rush           | Boston, Massachusetts     |                                        | 1975      | 2022  |
| Allentown United FC            | Allentown, Pensilvania    | Cedar Crest College                    | 2018      | 2022  |
| Atlantic City FC               | Atlantic City, New Jersey | Annapolis Avenue Recreation Complex    | 2017      | 2021  |
| Bearfight @ Albion SC Delaware | Middletown, Delaware      | Appoquinimink High School              | 2020      | 2021  |
| Boston Athletic SC             | Boston, Massachusetts     |                                        | 2005      | 2022  |
| New Amsterdam FC II            | New York, New York        | Orlin & Cohen Sports Complex           | 2020      | 2021  |
| New Jersey Alliance FC         | Clifton, New Jersey       | Montclair State University             | 2012      | 2021  |
| New Jersey Teamsterz FC        | Bayonne, New Jersey       | Don Ahern Veterans Memorial Stadium    | 2017      | 2021  |
| New York Braveheart SC         | New York, New York        |                                        | 2022      | 2022  |
| Steel Pulse FC                 | Baltimore, Maryland       | Blandair Regional Park West Playground | 2019      | 2021  |
| Union SC                       | Union, New Jersey         |                                        | 1984      | 2022  |

### Pacific Region
| Equipo     | Ciudad                    | Estadio                    | Fundación | Debut |
| ---------- | ------------------------- | -------------------------- | --------- | ----- |
| AFC Solano | Fairfield, California     | Armijo High School Stadium | 2020      | 2022  |
| Metro FC   | San Francisco, California | Beach Chalet Fields        | 2017      | 2022  |

### Southwest Region
| Equipo               | Ciudad                          | Estaido                                  | Fundación | Debut |
| -------------------- | ------------------------------- | ---------------------------------------- | --------- | ----- |
| Capistrano FC        | San Juan Capistrano, California | Vista Hermosa Sports Complex             | 2006      | 2022  |
| Chula Vista FC       | Chula Vista, California         | Terra Nova Park                          | 1982      | 2021  |
| Golden State Force   | Pomona, California              | Rio Hondo College                        | 2015      | 2021  |
| Las Vegas Legends    | Las Vegas, Nevada               | Peter Johann Memorial Field              | 2012      | 2021  |
| Sporting ID11        | Lake Forest, California         | Lake Forest Sports Complex               | 2021      | 2022  |
| Valley FC Raiders    | Gilbert, Arizona                | Campo Verde High School Football Stadium | 2021      | 2022  |
| Valley United FC U23 | Scottsdale, Arizona             | GCU Stadium                              | 2020      | 2021  |

### Estados Representados en la NISA Nation
|   | Estados       | Cantidad | Equipos                                                                                                |
| - | ------------- | -------- | --- |
| 1 | California    | 6        | AFC Solano, Capistrano FC, Chula Vista FC, Golden State Force, Metro FC, Sporting ID11                 |
| 2 | Florida       | 5        | Deportivo Lake Mary, InterUnited FC, Orlando Lions RFC, Palm Beach Brakers AFC, Winter Haven United FC |
| 3 | New Jersey    | 4        | Atlantic City FC, New Jersey Alliance FC, New Jersey Teamsterz FC, Union SC                            |
| 4 | Arizona       | 2        | Valley FC Raiders, Valley United FC U23                                                                |
| 4 | Massachusetts | 2        | Aiolikos FC USA Rush, Boston Athletic SC                                                               |
| 4 | New York      | 2        | New Amsterdam FC II, New York Braveheart SC                                                            |
| 7 | Delaware      | 1        | Bearfight @ Albion SC Delaware                                                                         |
| 7 | Maryland      | 1        | Steel Pulse FC                                                                                         |
| 7 | Nevada        | 1        | Las Vegas Legends                                                                                      |
| 7 | Pensilvania   | 1        | Allentown United FC                                                                                    |

## Temporadas
Northeast Region
| Temporada     | Campeón                | Finalista           | Tercer Lugar   |
| ------------- | ---------------------- | ------------------- | -------------- |
| Invierno 2021 | New Jersey Alliance FC | New Amsterdam FC II | Steel Pulse FC |

Southwest Region
| Temporada     | Campeón            | Finalista         | Tercer Lugar   |
| ------------- | ------------------ | ----------------- | -------------- |
| Invierno 2021 | Golden State Force | Las Vegas Legends | Chula Vista FC |